# Gaëlle Tchuembou Wambo
Gaëlle Estelle Tchuembou Wambo, née le 1er décembre 2002 à Mbouda, est une joueuse camerounaise de volley-ball. Elle joue au poste de réceptionneuse-attaquante.

## Biographie

### Enfance et études
Gaëlle Tchuembou Wambo est la fille de professeurs d'éducation physique et sportive. Elle pratique dans sa jeunesse le handball, le judo et le basket-ball avant de se mettre au volley-ball à l'université. 
Elle étudie dans la filière Génie Civil de l'Institut Universitaire de Technologie Fotso Victor de Bandjoun à l'Université de Dschang.

### Carrière en club
Elle remporte  la Coupe du Cameroun avec le Nyong-et-Kellé Volleyball, après avoir joué au Bafang Volleyball. Elle joue ensuite pour le Bafia Volleyball Evolution avec lequel elle est sacrée championne du Cameroun.

### Carrière en sélection
Gaëlle Tchuembou Wambo évlue dans les sélections nationales camerounaises de jeunes, remportant la médaille d'argent des Jeux africains de la jeunesse de 2018 et participant au Championnat du monde féminin de volley-ball des moins de 18 ans en 2019 au Caire.
Elle remporte avec l'équipe du Cameroun féminine de volley-ball le Championnat d'Afrique féminin de volley-ball 2021.